# Шван
Шван (њем. Schwaan) град је у њемачкој савезној држави Мекленбург-Западна Померанија. Једно је од 59 општинских средишта округа Бад Доберан. Према процјени из 2010. у граду је живјело 5.206 становника. Посједује регионалну шифру (AGS) 13051071.

## Географски и демографски подаци
Шван се налази у савезној држави Мекленбург-Западна Померанија у округу Бад Доберан. Град се налази на надморској висини од 4 метра. Површина општине износи 38,3 km². У самом граду је, према процјени из 2010. године, живјело 5.206 становника. Просјечна густина становништва износи 136 становника/km².